# Priscula limonensis
Priscula limonensis là một loài nhện trong họ Pholcidae. Loài này được phát hiện ở Venezuela.